# Tupynambás FC
Der Tupynambás Futebol Clube ist ein Sportverein aus Juiz de Fora, im brasilianischen Bundesstaat Minas Gerais.

## Geschichte

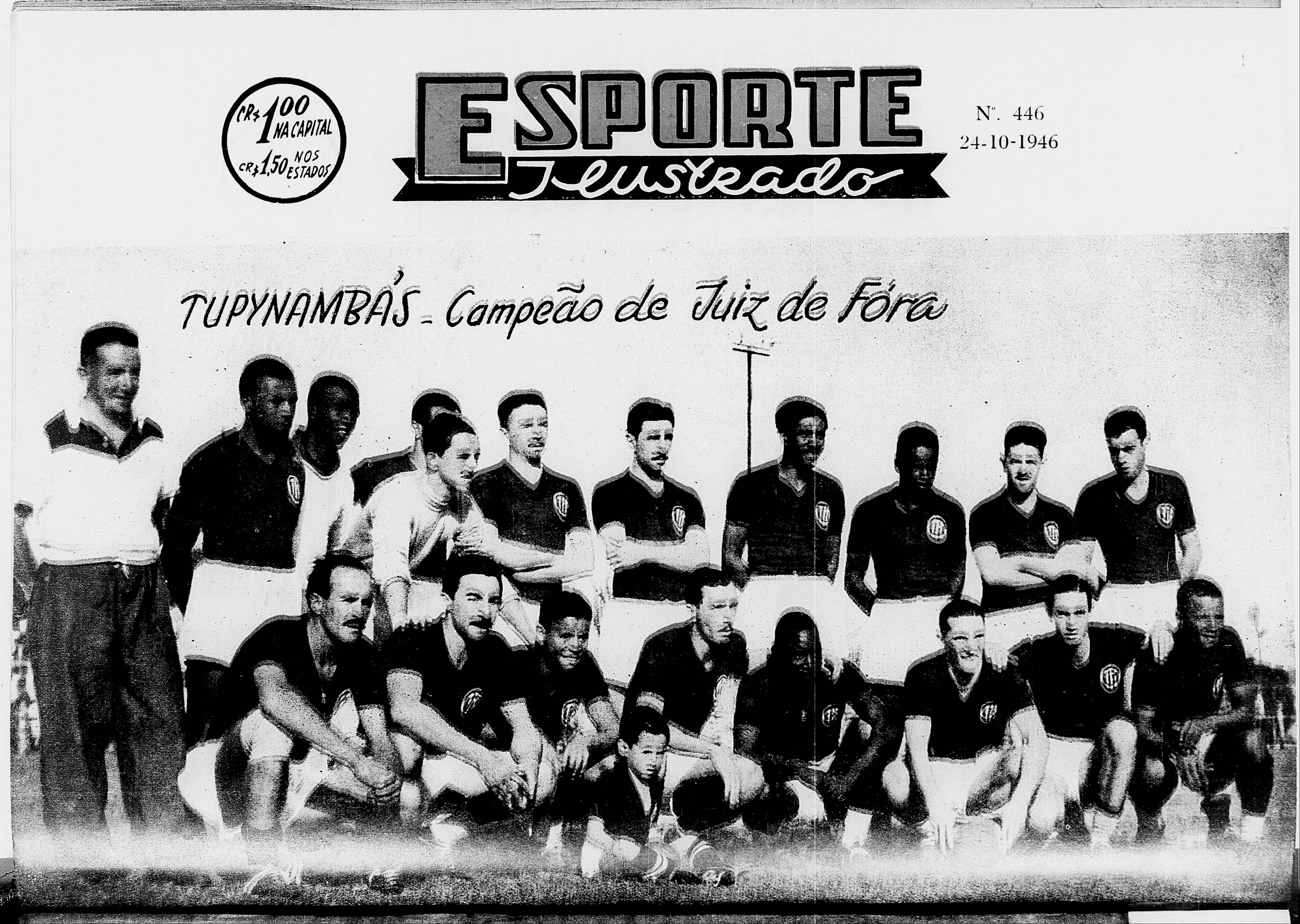
Stadtmeister 1946

Tupynambás wurde am 15. August 1911, als erster der drei bekanntesten Klubs aus Juiz de Fora, gegründet. Zunächst nahm die Mannschaft erfolgreich an der Liga von Juiz de Fora teil, Diese war zu Beginn eine reine Stadtmeisterschaft und wurde mit den Jahren zu einem regionalen Turnier. 1918 wurde der Löwe als Maskottchen ausgewählt. Da er im Viertel Poço Rico beheimatet ist, ist der Klub unter dem Spitznamen Leão do Poço Rico, Löwe von Poço Rico, bekannt.
Für 1933 ist erstmals eine Teilnahme an Spielen der Staatsmeisterschaft von Minas Gerais nachgewiesen. Seinen Einstand gab Tupynambás in der obersten Spielklasse der regionalen Liga am 25. Juni beim Lokalrivalen Tupi FC. Das Spiel endete 2:1. Am Saisonende im Januar 1934 fand sich Tupynambás auf dem fünften Tabellenplatz wieder. In den vierzehn Spielen hatte sich eine Bilanz von sechs Siegen, drei Unentschieden und fünf Niederlagen bei 35:28 Toren ergeben. Im Folgejahr erreichte der Klub das Finale der Staatsmeisterschaft. Als Sieger der Liga von Juiz de Fora war man direkt für dieses qualifiziert. Hier traf Tupynambás auf den Villa Nova AC. Die erste der drei angesetzten Partien am 16. Dezember endete 2:0 für Villa Nova. Die beiden weiteren Spiele fanden nicht mehr statt. Die Liga von Juiz de Fora gehörte der Associação Mineira de Football an. Dieser wiederum gehörte dem Federação Brasileira de Foot-Ball an. Nachdem sich Liga von Juiz de Fora ab 1934 dem Confederação Brasileira de Desportos anschließen wollte, wurden die ausstehenden Partien abgesagt und Villa Nova zum Staatsmeister erklärt.
Erst 1969 trat der Klub wieder in einer Liga der Staatsmeisterschaft an. Dieses Mal im Módulo II, deren zweiten Liga. Tupynambás erreichte ein solides Ergebnis, erreichte aber keinen Aufstiegsplatz in die erste Liga der Staatsmeisterschaft 1970. An dieser konnte der Klub aufgrund einer Erweiterung des Teilnehmerfeldes aber trotzdem teilnehmen. An der Ausgabe 1971 nahm Tupynambás nicht mehr teil. Die Anzahl der Teilnehmer war von 28 auf 21 reduziert worden und das Ergebnis des Klubs aus 1970 zu schlecht gewesen. Erst ab 1983 trat der Klub wieder in der Staatsmeisterschaft an. Er startete hier in der zweiten Liga. In der Folge trat der Klub in einer der Ligen der Staatsmeisterschaft an. 1994 und 95 als Tupi–Manchester, einer Spielvereinigung mit dem Tupi FC und SC Juiz de Fora, zwei anderen Klubs aus Juiz de Fora. Im Anschluss wurden die Teilnahmen unregelmäßig.
2020 nahm Tupynambás erstmals an einem nationalen Wettbewerb. Der Klub trat in Série D 2020 an. Das erste Spiel fand am 19. September zuhause gegen den AD Bahia de Feira statt und wurde mit 2:1 gewonnen. Am Ende der Meisterschaft belegte der Klub den 30. Platz bei 68 Teilnehmern.

## Teilnahme an Fußballwettbewerben
| Wettbewerb                          | Teilnahmen                                                                      |
| ----------------------------------- | ------------------------------------------------------------------------------- |
| Série D                             | 2020                                                                            |
| Staatsmeisterschaft                 | 6× – 1933–1934, 1970, 1995, 2019–2020                                           |
| Staatsmeisterschaft Módulo II       | 7× – 1983, 1994, 2017–2018, 2021–2023                                           |
| Staatsmeisterschaft Segunda Divisão | 5× – 2005, 2007, 2016, 2024–                                                    |
| Staatspokal                         | 2× – 1979–1980                                                                  |
| Juiz de Fora Liga                   | mind. 32× – 1918–1933, 1946, 1948, 1950–1957, 1959, 1961–1962, 1964, 1966, 1969 |

## Erfolge
- Juiz de Fora Liga 11×: 1919, 1920, 1924, 1925, 1928, 1931, 1932, 1934, 1946, 1961, 1966
- Staatsmeisterschaft von Minas Gerais – Vizemeister: 1934
- Staatsmeisterschaft von Minas Gerais Segunda Divisão: 2016
- Staatsmeisterschaft von Minas Gerais Módulo II – Vizemeister: 2018